# Cupidesthes jacksoni
Cupidesthes jacksoni är en fjärilsart som beskrevs av Henry Stempffer 1969. Cupidesthes jacksoni ingår i släktet Cupidesthes och familjen juvelvingar. Inga underarter finns listade i Catalogue of Life.